# Liste de séismes et tsunamis aux États-Unis

Carte de la répartition des zones à risques sismiques aux États-Unis (17 juillet 2014).

Voici une liste de séismes et de tsunamis qui se sont produits aux États-Unis.

## Épicentre aux États-Unis
| Date              | État(s)                        | Magnitude  | Décès       | Notes                                           |
| ----------------- | ------------------------------ | ---------- | ----------- | ----------------------------------------------- |
| 26 janvier 1700   | Washington, Oregon, Californie | 8,7 - 9,2  | inconnu     | Tremblement de terre de Cascadia                |
| 18 novembre 1755  | Massachusetts                  | 5,9        | inconnu     | Séisme de 1755 à Cap Ann                        |
| 16 décembre 1811  | Missouri                       | 7,2 - 8,1  | inconnu     | Séismes de 1811-1812 à New Madrid               |
| 8 décembre 1812   | Californie                     | 6,9        | 40+         | Séisme de 1812 à Wrightwood (en)                |
| 9 janvier 1857    | Californie                     | 7,9        | 2           | Séisme de 1857 à Fort Tejon (en)                |
| 24 avril 1867     | Kansas                         | 5,1        | 0           | Séisme de 1867 à Manhattan (Kansas) (en)        |
| 2 avril 1868      | Hawaï                          | 7,9        | 77          | Séisme de 1868 à Hawaï (en)                     |
| 21 octobre 1868   | Californie                     | 6,8 - 7,0  | 30          | Séisme de 1868 à Hayward (en)                   |
| 14 décembre 1872  | Washington                     | 6,5 - 7,0  | 0           | Séisme de 1872 à North Cascades (en)            |
| 26 mars 1872      | Californie                     | 7,6 - 8,0+ | 27          | Séisme de 1872 à Lone Pine (en)                 |
| 31 août 1886      | Caroline du Sud                | 7,3        | 60-110      | Séisme de 1886 à Charleston                     |
| 18 avril 1906     | Californie                     | 7,9        | 3 000+      | Séisme de 1906 à San Francisco                  |
| 27 août 1909      | Indiana                        | 5,1        | 0           | Séisme de 1909 à Wabash River (en)              |
| 3 octobre 1915    | Nevada                         | 7,1        | 0           | Séisme de 1915 à Pleasant Valley (en)           |
| 29 juin 1925      | Californie                     | 6,8        | 13          | Séisme de 1925 à Santa Barbara (en)             |
| 16 août 1931      | Texas                          | 5,8        | 0           | Séisme de 1931 à Valentine (en)                 |
| 10 mars 1933      | Californie                     | 6,4        | 120         | Séisme de 1933 à Long Beach                     |
| 18 mai 1940       | Californie                     | 6,9        | 9           | Séisme de 1940 à El Centro (en)                 |
| 20 décembre 1940  | New Hampshire                  | 5,3        | 0           | Séisme de 1940 au New Hampshire (en)            |
| 24 décembre 1940  | New Hampshire                  | 5,5        | 0           | Séisme de 1940 au New Hampshire (en)            |
| 1er avril 1946    | Alaska                         | 8,6        | 165         | Séisme de 1946 aux îles Aléoutiennes (en)       |
| 6 mai 1947        | Wisconsin                      | inconnu    | 0           | Séisme de 1947 au Wisconsin (en)                |
| 4 décembre 1948   | Californie                     | 6,0 - 6,5  | 0           | Séisme de 1948 à Hot Springs (en)               |
| 13 avril 1949     | Washington                     | 7,1        | 8           | Séisme de 1949 à Olympia (en)                   |
| 21 juillet 1952   | Californie                     | 7,5        | 14          | Séisme de 1952 dans le comté de Kern (en)       |
| 9 mars 1957       | Alaska                         | 8,6        | 0           | Séisme de 1957 dans les Îles Andreanof (en)     |
| 9 juillet 1958    | Alaska                         | 8,3        | 5 (tsunami) | Séisme de 1958 à Lituya Bay (en)                |
| 17 août 1959      | Montana, Wyoming               | 7,3 - 7,5  | 28+         | Séisme de 1959 à Hebgen Lake (en)               |
| 27 mars 1964      | Alaska                         | 9,2        | 143         | Séisme de 1964 en Alaska                        |
| 4 février 1965    | Alaska                         | 8,7        | 0           | Séisme de 1965 aux îles Rat                     |
| 29 avril 1965     | Washington                     | 6,5        | 3           | Séisme de 1965 à Olympia (en)                   |
| 9 août 1967       | Colorado                       | 5,3        | 0           | Séismes de 1967 au Colorado (en)                |
| 26 novembre 1967  | Colorado                       | 5,2        | 0           | Séismes de 1967 au Colorado (en)                |
| 9 novembre 1968   | Illinois                       | 5,4        | 0           | Séisme de 1968 en Illinois                      |
| 2 octobre 1969    | Californie                     | 5,6 - 5,7  | 1           | Séisme de 1969 à Santa Rosa (en)                |
| 9 février 1971    | Californie                     | 6,6        | 65          | Séisme de 1971 à San Fernando (en)              |
| 9 juillet 1975    | Minnesota                      | 4,6        | 0           | Séisme de 1975 de Morris (en)                   |
| 1er août 1975     | Californie                     | 5,8        | 0           | Séisme de 1975 d'Oroville                       |
| 29 novembre 1975  | Hawaï                          | 6,9        | 2           | Séisme de 1975 à Hawaï                          |
| 2 mai 1983        | Californie                     | 6,5        | 0           | Séisme de 1983 de Coalinga (en)                 |
| 28 octobre 1983   | Idaho                          | 7,3        | 2           | Séisme de 1983 de Borah Peak (en)               |
| 24 avril 1984     | Californie                     | 6,2        | 0           | Séisme de 1984 à Morgan Hill (en)               |
| 1er octobre 1987  | Californie                     | 5,9        | 8           | Séisme de 1987 de Whittier Narrows (en)         |
| 17 octobre 1989   | Californie                     | 6,9        | 63          | Séisme de Loma Prieta                           |
| 25-26 avril 1992  | Californie                     | 6,5 - 7,2  | 0           | Séisme de 1992 à Cape Mendocino (en)            |
| 28 juin 1992      | Californie                     | 7,3        | 3           | Séisme de 1992 à Landers (en)                   |
| 28 juin 1992      | Californie                     | 6,5        | 0           | Séisme de 1992 à Big Bear (en)                  |
| 25 mars 1993      | Oregon                         | 5,6        | 0           | Séisme de 1993 à Scotts Mills (en)              |
| 20 septembre 1993 | Oregon                         | 6,0        | 2           | Séisme de 1993 à Klamath Falls (en)             |
| 17 janvier 1994   | Californie                     | 6,7        | 33          | Séisme de 1994 à Northridge                     |
| 14 avril 1995     | Texas                          | 5,7        | 0           | Séisme de 1995 à Marathon (en)                  |
| 2 mai 1996        | Washington                     | 5,6        | 0           | Séisme de 1996 à Duvall (fa)                    |
| 25 septembre 1998 | Pennsylvanie                   | 5,2        | 0           | Séisme de 1998 à Pymatuning (en)                |
| 30 octobre 1998   | Nevada                         | 4,9        | 0           | NC                                              |
| 16 octobre 1999   | Californie                     | 7,1        | 0           | Séisme de 1999 à Hector Mine (en)               |
| 28 février 2001   | Washington                     | 6,8        | 1           | Séisme de 2001 de Nisqually                     |
| 3 novembre 2002   | Alaska                         | 7,9        | 0           | Séisme de 2002 à Denali (en)                    |
| 29 avril 2003     | Alabama                        | 4,6        | 0           | Séisme de 2003 à Alabama (en)                   |
| 9 décembre 2003   | Virginie                       | 4,5        | 0           | Séisme de 2003 en Virginie (en)                 |
| 22 décembre 2003  | Californie                     | 6,5        | 2           | Séisme de 2003 à San Simeon (en)                |
| 10 septembre 2006 | Floride                        | 5,8        | 0           | Séisme de 2006 dans le golfe du Mexique         |
| 15 octobre 2006   | Hawaï                          | 6,7        | 0           | Séisme de 2006 à Hawaï                          |
| 30 octobre 2007   | Californie                     | 5,6        | 0           | Séisme de 2007 à Alum Rock (en)                 |
| 19 décembre 2007  | Alaska                         | 7,2        | 0           | Séisme de 2007 aux Îles Andreanof (fa)          |
| 18 avril 2008     | Illinois                       | 5,4        | 0           | Séisme de 2008 en Illinois (en)                 |
| 29 juillet 2008   | Californie                     | 5,5        | 0           | Séisme de 2008 à Chino Hills (en)               |
| 19 janvier 2010   | Californie                     | 6,5        | 0           | Séisme de 2010 à Eureka (en)                    |
| 10 février 2010   | Illinois                       | 3,8        | 0           | Séisme de 2010 en Illinois (en)                 |
| 4 avril 2010      | Basse-Californie               | 7,2        | 0           | Séisme de 2010 en Basse-Californie              |
| 7 juillet 2010    | Californie                     | 5,4        | 0           | Séisme de 2010 à Borrego Springs                |
| 30 décembre 2010  | Indiana                        | 3,8        | 0           | Séisme de 2010 en Indiana (en)                  |
| 22 août 2011      | Colorado                       | 5,3        | 0           | Séisme de 2011 au Colorado (en)                 |
| 23 août 2011      | Virginie                       | 5,9        | 0           | Séisme de 2011 en Virginie                      |
| 2 septembre 2011  | Alaska                         | 6,8        | 0           | Séisme de 2011 en Alaska (en)                   |
| 5 novembre 2011   | Oklahoma                       | 5,6        | 0           | Séisme de 2011 en Oklahoma (en)                 |
| 16 octobre 2012   | Maine                          | 4,0        | 0           | Séisme de 2012 au Maine                         |
| 5 janvier 2013    | Alaska                         | 7,5        | 0           | Séisme de 2013 à Craig (en)                     |
| 24 mai 2013       | Californie                     | 5,7        | 0           | NC                                              |
| 17 mars 2014      | Californie                     | 4,4        | 0           | NC                                              |
| 28 mars 2014      | Californie                     | 5,1        | 0           | NC                                              |
| 30 mars 2014      | Wyoming                        | 4,8        | 0           | NC                                              |
| 23 juin 2014      | Alaska                         | 7,9        | 0           | Séisme de 2014 aux Îles Aleutian (en)           |
| 25 juillet 2014   | Alaska                         | 5,9        | 0           | Séisme de 2014 dans le sud-est de l'Alaska (en) |
| 24 août 2014      | Californie                     | 6,0        | 1           | Séisme de 2014 dans le sud de Napa (en)         |
| 25 septembre 2014 | Alaska                         | 6,2        | 0           | Séisme de 2014 dans le sud de l'Alaska          |
| 12 novembre 2014  | Kansas                         | 4,8        | 0           | NC                                              |
| 1er décembre 2014 | Arizona                        | 4,7        | 0           | NC                                              |
| 4 mai 2018        | Hawaï                          | 6,9        | inconnu     | Séisme de 2018 à Hawaï                          |
| 10 décembre 2019  | Alaska                         | 4,0        | inconnu     | Séisme de 2019 dans le sud de l’Alaska          |

## Épicentre situé dans d'autres pays
Liste de séismes ayant affectés les États-Unis, mais dont l'épicentre était situé dans un autre pays.
- Séisme de 1925 dans Charlevoix-Kamouraska (Québec, Canada). D'une magnitude de 6,2, il a été ressenti aux États-Unis, sans y faire de blessés.
- Séisme de 2010 en Basse-Californie (épicentre situé au Mexique, près de la Californie). D'une magnitude de 7,2, il a fait 4 mort et 100 blessés (aucun aux États-Unis).

Séisme qui n'ont pas touché les États-Unis, mais qui ont causé des tsunamis sur le territoire américain.
- Séisme de 1960 à Valdivia. D'une magnitude de 9,5, il a causé de 2 200 à 6 000 morts, dont 61 à Hilo.
- Séisme de 2006 aux îles Kouriles (en). D'une magnitude de 8,3, il n'a causé aucun blessé.
- Séisme de 2010 au Chili. D'une magnitude de 8,8, il a causé environ 525 morts et un nombre inconnu de blessés, mais aucun aux États-Unis.
- Séisme de 2011 de la côte Pacifique du Tōhoku. D'une magnitude de 9,0, il a causé entre 15 850 et 28 000 morts et 6 011 blessés, dont 1 mort et un nombre inconnu de blessés aux États-Unis.